# جايمس ماكين كاتل
جايمس ماكين كاتل (بالإنجليزية: James McKeen Cattell)‏ (25 مايو 1860 – 20 يناير 1944)، عالم نفس أمريكي، كان أول أستاذ في علم النفس في الولايات المتحدة، مُدرّسًا في جامعة بنسلفانيا، ومُحرّرًا وناشرًا لفترة طويلة في الدوريات العلمية، وأبرزها مجلة ساينس. خدمَ أيضًا في مجلس الأمناء في منظمة خدمة العلم، المعروفة الآن باسم مجتمع للعلم والعامّة (إس إس بّي)، منذ عام 1921 وحتى عام 1944.
في بداية مسيرته المهنية، كان العديد من العلماء يعتبرون أن علم النفس مجال ثانوي من الدراسة في أحسن الأحوال، أو في أسوأ الأحوال علم زائف مثل علم فراسة الدماغ. ربما أكثر من أيٍّ من معاصريه، ساعد كاتل على وضع علم النفس كعلم حقيقي يستحق الدراسة لأعلى المستويات الأكاديمية. في وقت وفاته، أشادت صحيفة نيويورك تايمز به ووصفته «عميد العلم الأمريكي». مع ذلك، أكثر ما يُتذكر به كاتل هي معارضته الشديدة للانخراط الأمريكي في الحرب العالمية الأولى. أدت معارضته للتجنيد الإلزامي على الملأ إلى تنحيته من منصبه في جامعة كولومبيا، وهي حركة جعلت العديد من الجامعات الأمريكية تضع ما يسمى بالتثبيت الوظيفي الأكاديمي كوسيلة لحماية المعتقدات غير المرحب بها.

## نشأته
وُلد كاتل في إيستون في ولاية بنسلفانيا عام 1860، وهو الابن الأكبر لعائلة ثريّة ومرموقة. كان والده، ويليام كاسادي كاتل، قسيسا في الكنيسة المشيخية، وأصبح رئيسًا لكلية لافاييت الخاصة في إيستون بعد ولادة جايمس بوقت قصير. تمكّن ويليام كاتل من تأمين أولاده بسهولة، لأنه تزوج من إليزابيث «ليزي» ماكين عام 1859؛ تقاسم مع ليزي ميراثها الكبير. ضمن هذه الصورة التي تمثل نجاح العائلة يُمكن إضافة القوة السياسية أيضًا، لأن عم جايمس أليكساندر غيلمور كاتل مثّلَ ولاية نيوجيرسي في مجلس الشيوخ الأمريكي.
دخل كاتل إلى كلية لافاييت الخاصة عام 1876 في عمر السادسة عشرة، وتخرج خلال أربعة سنوات وبأعلى المراتب. عام 1883 منحته كلية لافاييت شهادة الماجستير، وأيضًا بأعلى المراتب. على الرغم من شهرته لاحقًا كعالِم، إلّا أنه قضى معظم وقته يقرأ الأدب الإنجليزي بشغف، مع أنه أظهر موهبة بارزة في الرياضيات أيضًا. قال كاتل أنه كان لفرانسيس آندرو مارش، عالم في فقه اللغة، تأثير كبير عليه خلال وجوده في لافاييت.
لم يجد كاتل مجال عمله إلا بعد أن جاء إلى ألمانيا من أجل الدراسات العليا، وهناك قابل ويلهلم وندت في جامعة لايبزغ. درس أيضًا تحت إشراف هيرمان لوتزيه في جامعة غوتينغين، قام ببحث عن لوتزيه وأكسبه هذا البحث الزمالة في جامعة جون هوبكنز، وحينها غادر ألمانيا للدراسة في شهر أكتوبر عام 1882. لم تتجدد الزمالة، وعاد إلى لايبزغ السنة التالية كمساعدٍ لوندت.
ثَبُت أن الشراكة بين وندت وكاتل قد أثمرت إنتاجًا كبيرًا، إذ ساعد الاثنان في وضع الدراسة المنهجيّة للذكاء. تحت إشراف وندت، أصبح كاتل أول أميركي ينشر أطروحة في مجال علم النفس. كان عنوان أطروحته الألمانية تحقيق في القياس السيكولوجي. قبلت جامعة لايبزغ أطروحته عام 1886.
كان الأكثر إثارة للجدل، محاولة كاتل استكشاف دواخل دماغه من خلال تعاطي مخدر الحشيش؛ الذي أصبح مشروعًا في وقت لاحق. تحت تأثير هذا المخدر، شبّه كاتل مرةً صفير طالبٍ مدرسيّ بسيمفونية من الأوركسترا. في حين كان استخدام المخدرات للترفيه شائعًا بين علماء النفس الأوائل، ومنهم فرويد، فقد عكست تجربة كاتل مع الحشيش استعدادًا لمخالفة الآراء التقليدية والمبادئ الأخلاقية.
سُميّ الشارع الرئيسي في حيّ الكلية في مدينة إيستون في ولاية بنسلفانيا، موطن كلية لافاييت على اسمه.

## السيرة الأكاديمية
بعد إكماله للدكتوراه مع وندت في ألمانيا عام 1886، تولّى كاتل منصب مُحاضر في جامعة كامبردج في إنجلترا، وأصبح «زميل عام» في كلية سانت جونز، في كامبريدج. قام بزيارات لأميركا من وقت لآخر إذ ألقى محاضرات في كلية برين ماور في جامعة بنسلفانيا. في عام 1889 عاد إلى الولايات المتحدة ليتولّى منصب أستاذ علم النفس في بنسلفانيا، وفي عام 1891 انتقل إلى جامعة كولومبيا وهناك أصبح مدير قسم علم النفس وعلم الأنثروبولوجيا (علم الأجناس البشرية) والفلسفة؛ أصبح رئيس مؤسسة علم النفس الأمريكية عام 1895.
منذ بداية مسيرته المهنية، عمل كاتل بجدّ لوضع علم النفس كمجال يستحق الدراسة كأيٍّ من مجالات العلوم الطبيعية «الصعبة»، مثل الكيمياء والفيزياء. في الحقيقة، آمن كاتل بأن البحث الإضافي سيُظهر إمكانية تحليل الإدراك بذاته إلى وحدات معيارية للقياس. أحضر أيضًا طُرق ويلهلم وندت وفرانسيس غالتون إلى الولايات المتحدة، مُؤسسًا اختبارات الجهد الذهنية.
في عام 1917، طُرد كاتل والأستاذ الإنجليزي هنري وادسوورث لونغفيلو دانا، (حفيد هنري وادسوورث لونغفيلو وريتشارد هنري دانا جونيور)، من جامعة كولومبيا بسبب معارضتهم لسياسة التجنيد الإلزامي للولايات المتحدة خلال الحرب العالمية الأولى. بعدها بسنوات قاضى الجامعة وحصل على المعاش السنوي. في عام 1921، استخدم المال الذي حصل عليه من التسوية للبدء بمشروع المؤسسة السيكولوجية ليعزز اهتمامه في مجال علم النفس التطبيقي. لأنه لم يتمكن قطّ من الشرح بشكل فعلي كيف يمكن لعلماء النفس تطبيق عملهم، أخفقت المنظمة حتى تولّاها علماء نفس آخرون لديهم خبرة في علم النفس التطبيقي. حتى نهاية حياته، ظل كاتل يحرر وينشر في الدوريات.
لمساعدة نفسه خلال ذلك، أحدث شركة الصحافة العلمية للطباعة من أجل إنتاج مجلاته. استمر عمله في المجلات حتى وفاته عام 1944 في لانكاستر، بنسلفانيا.

## مُعتقدات تحسين النسل
كالعديد من العلماء والباحثين البارزين في ذلك الوقت، كان فِكرُ كاتل متأثرًا بمُعتقد تحسين النسل، المعرّف على أنه «علم تطبيقي أو حركة اجتماعية بيولوجية والتي تدعو إلى استخدام المُمارسات الهادفة من أجل تحسين التركيب الجيني للشعوب (الجماعات)، عادةً الإشارة إلى الجماعات البشرية». كان إيمان كاتل بتحسين النسل مُتأثرًا بشدة ببحث تشارلز داروين، والذي حفّزت نظريته عن التطور اهتمام كاتل في دراسة «سيكولوجية التمايزات الفردية».
وفيما يتعلق بمُعتقداته حول تحسين النسل، وجد بحثُ كاتل أنه من المرجح أن يكون آباء رجال العلم من رجال الدين أو الأساتذة. على سبيل المصادفة، كان والده الاثنين معًا.
آمن كاتل أنه «ورث القدرة»، لكنه أرجع الفضل أيضًا إلى تأثير بيئته، قائلًا «كان من حظي أن أجد مكان ولادة في الشمس. تضاعفت الخلايا المنتشة على نحو جيد نسبيًا {جينات جيدة} واجتمعت مع ظروف ملائمة بشكل استثنائي للتفاعل معها». حتى إن إيمان كاتل بتحسين النسل دفعه لتقديم هدايا من 1000 دولار لأولاده إذا تزوجوا من ذرية أستاذ جامعي أو مُتخصص أكاديمي.

## الاختبارات الذهنية
لعب بحث كاتل في التمايزات الفردية دورًا هامًّا في تقديم وتعزيز التقنية التجريبية وأهمية منهجيّة التجريب في أميركا. فيما يتعلق ببدايات اختباراته الذهنية، في لايبزغ، بدأ كاتل وحده في قياس «العمليات الذهنية البسيطة». بين عام 1883 وعام 1886، نشر كاتل تسعة مقالات يناقش فيها معدلات زمن الاستجابة البشرية والتمايزات الفردية. كأستاذ في جامعة بنسلفانيا، أعطى كاتل مجموعة من 10 اختبارات لطلاب متطوعين، ولأول مرة قدّم مصطلح «الاختبارات الذهنية» كمصطلح عام لمجموعة اختباراته التي تضمنت مقاييس الإحساس، مُستخدمًا أوزانًا لتحديد العتبات الفارقة وزمن الاستجابة ومدى الذاكرة البشرية ومعدل الحركة. عندما انتقل كاتل إلى جامعة كولومبيا، أصبحت مجموعة الاختبارات هذه إلزامية لجميع الطلاب المُستجدين. اعتقد كاتل أن اختباراته الذهنية كانت تقيس الذكاء؛ غير أنه في عام 1901 أظهر كلارك ويسلر، طالب لدى كاتل، عدم وجود ارتباط بين نتائج اختبارات كاتل والتحصيل الدراسي (الأداء الأكاديمي). استُخلص في نهاية الأمر أن هذه الاختبارات ليست لها علاقة بموضوع إعداد مقاييس الذكاء لألفريد بينيت.

## روابط خارجية
- جايمس ماكين كاتل على موقع الموسوعة البريطانية (الإنجليزية)
- جايمس ماكين كاتل على موقع إن إن دي بي (الإنجليزية)